# Molalla (Oregon)
Pour les articles homonymes, voir Molalla.
Molalla est une municipalité américaine située dans le comté de Clackamas en Oregon.
Lors du recensement de 2010, sa population est de 8 108 habitants, en forte augmentation par rapport aux 1 501 habitants recensés en 1960. La municipalité de Molalla s'étend sur 2,26 milles carrés (5,85 km2), dont 0,05 milles carrés (0,13 km2) d'étendues d'eau.
La région était autrefois habitée par les amérindiens Molallas. La ville est fondée au milieu du XIXe siècle et devient une municipalité en 1913. Jusqu'aux années 1980, l'industrie du bois est la principale activité de Molalla.